# سلمان عیسی
سلمان عیسی (عربی: سلمان عيسى؛ زاده ۱۲ ژوئیهٔ ۱۹۷۷) یک بازیکن فوتبال اهل بحرین است.
وی همچنین در تیم ملی فوتبال بحرین بازی کرده است.